# Virna Toppi
Virna Toppi (Desio, 24 dicembre 1992) è una danzatrice italiana, prima ballerina del Corpo di Ballo del Teatro alla Scala dal 2018.

## Biografia
Nata a Desio e cresciuta a Lentate sul Seveso, Virna Toppi ha iniziato a studiare danza a Seveso nel 2000 e tre anni più tardi è stata ammessa alla Scuola di Ballo del Teatro alla Scala, dove si è diplomata nel 2011.
Nell'agosto dello stesso anno è stata scritturata nel corps de ballet del Balletto del Teatro dell'Opera di Dresda, con cui ha danzato ruoli da solista nelle coreografie di Aaron Watkin de La Bayadère, La bella addormentata, Il lago dei cigni e Lo schiaccianoci, oltre ad aver ballato nella Coppélia e Jewels di George Balanchine.
Nel giugno successivo è tornata a Milano per danzare con il corpo di ballo del Teatro alla Scala. Nel 2012 ha interpretato i suoi primi ruoli di rilievo alla Scala quando ha danzato nella parte di Myrtha nella Giselle di Jean Coralli e Jules Perrot e in quella dell'eponima protagonista della Raymonda di Marius Petipa. L'anno successivo ha ampliato il suo repertorio danzando nel ruolo di Manon ne L'Histoire de Manon di Kenneth MacMillan e ha danzato anche in ruoli minori nel Notre Dame de Paris di Roland Petit, ne Il lago dei cigni di Rudol'f Nureev, ne L'altra metà del cielo di Martha Clarke e in una serata di gala in onore di Aleksej Ratmanskij.
Nel giugno 2014 è stata promossa al rango di solista e ha fatto il suo debutto come Odette e Odile ne Il lago dei cigni e come Kitry nel Don Chisciotte di Nureev. Nel 2015 ha danzato ancora come protagonista in Manon e ha aggiunto al repertorio i ruoli delle protagoniste de Lo schiaccianoci e Giselle. Nel 2016 ha danzato nuovamente nel Romeo e Giulietta di Kenneth MacMillan con Roberto Bolle e Herman Cornejo, come Myrtha in Giselle, come la regina delle Driadi nel Don Chisciotte e ha fatto il suo debutto come Cenerentola nell'omonimo balletto coreografato da Mauro Bigonzetti. Nel 2017 ha interpretato la Madre nella Sagra di primavera di Glen Tetley e Ippolita e Titania nel Sogno di una notte di mezza estate di Balanchine.
Nel febbraio 2018 è stata proclamata prima ballerina del corpo di ballo del Teatro alla Scala e durante la stagione ha danzato come prima musa nell'Apollon Musagete di Balanchine, Kitry in Don Chisciotte, Medora e Gulnare ne Le Corsaire e come protagonista nel Bolero di Bejart. Nello stesso anno ha vinto il Premio Danza&Danza come interprete dell'anno. Nel 2019 ha danzato con Alessandra Ferri e Federico Bonelli in occasione del debutto scaligero del Woolf Works di Wayne McGregor
Dal settembre 2019 al luglio 2020 ha danzato come prima ballerina del Balletto di Stato Bavarese (Bayerisches Staatsballett), dove ha interpretato Aegina nello Spartak di Jurij Grigorovič, Marguerita ne La signora delle camelie di John Neumeier, Rubini nel Jewels di Balanchine e l'eponima protagonista della Coppélia di Roland Petit accanto a Serhij Polunin. Dall'agosto 2020 è tornata a danzare alla Scala in veste di prima ballerina.
È sposata con il collega Nicola Del Freo dal 2022 e l'anno seguente la coppia ha avuto una figlia.

## Televisione
- Pechino Express (Sky Uno, 2025) - concorrente